# Humeur
Met humeur kan een gemoedstoestand of een nu door de wetenschap achterhaalde balans van lichaamssappen zijn bedoeld. Deze vier zogeheten humores waren vanaf de oudheid tot in de 19e eeuw een verklaring voor tal van ziekten en gedragingen. In de Nederlandse taal hebben de humores veel sporen achtergelaten, zo noemt men een triest en afwijzend karakter nog steeds "zwartgallig".
In de moderne wetenschap wordt het humeur in verband gebracht met het limbisch systeem in de grote hersenen en met hormonen. Een aantal van de 200 waargenomen hormonen in het menselijk lichaam beïnvloed de geestesgesteldheid. Met name de geslachtsorganen en de hypofyse beïnvloeden het denken. Het humeur is geen gebruikelijke term in de wetenschap meer, daarin spreekt men tegenwoordig over gemoedstoestanden.